# Таня Альвес
Таня Мария Рего Алвес (порт. Tânia Alves; 12 сентября 1953, Бониту-ди-Санта-Фе, Параиба, Бразилия) — бразильская актриса
 театра, кино и телевидения, танцовщица, певица
, модель, предпринимательница.

## Биография
В 1971 году дебютировала как актриса театра. Снимается в кино и на телевидении. Участвовала в более 40 кино-, телефильмах и сериалах.
Снималась для обложек журнала Playboy (Бразилия).
С 1999 года владеет спа-салоном в Нова-Фрибургу.

## Награды
В 1981 году получила награду лучшая актриса второго плана на бразильском кинофестивале Festival de Gramado, в 1982 году — Премию телевидения Бразилии APCA за лучшую женскую роль, в 1983 году — за лучшую женскую роль на Гаванском кинофестивале.

## Избранная фильмография
Телевидение
- 1981 — Morte e Vida Severina
- 1982 — Estúdio A
- 1982 — Lampião e Maria Bonita
- 1983 — Bandidos da Falange
- 1985 — Tenda dos Milagres
- 1985 — Ti Ti Ti
- 1990 — Pantanal
- 1992 — Pedra sobre Pedra
- 1993 — Você Decide
- 1995 — Tocaia Grande
- 1997 — Mandacaru
- 1998 — Brida
- 2000 — Marcas da Paixão
- 2001 — A Grande Família
- 2001—2002 — Клон / O Clone — Норма
- 2005 — Essas Mulheres
- 2007 — Amazônia, de Galvez a Chico Mendes
- 2010 — Araguaia
- 2011 — Laços de Sangue

Роли в кино
- 1976 — Trem Fantasma
- 1977 — Morte e Vida Severina
- 1977 — Emanuelle Tropical
- 1979 — Bachianas Brasileiras: Meu Nome É Villa-Lobos
- 1979 — Loucuras, o Bumbum de Ouro
- 1981 — O Olho Mágico do Amor
- 1982 — Cabaret Mineiro
- 1983 — Onda Nova
- 1983 — O Cangaceiro Trapalhão
- 1983 — Parahyba Mulher Macho
- 1983 — O Mágico e o Delegado
- 1984 — Обнажённое солнце — Регина
- 1985 — Ópera do Malandro
- 1990 — Lambada
- 1991 — A República dos Anjos
- 1998 — A Hora Mágica — Lília Cantarelli

## Дискография
Студийные альбомы
- Bandeira — 1980
- Novos Sabores — 1983
- Dona de Mim — 1986
- Tânia Alves — 1987
- Brasil — 1988
- Folias Tropicais — 1989
- Humana — 1992
- Amores e Boleros vol 1 — 1995
- Amores e Boleros vol 2 — 1996
- Amores e Boleros Vol 3 — 1997
- Me Deixas Louca — 1998
- Coração de Bolero — 1999
- Todos os Forrós — 2000
- De Bolero em Bolero — 2001
- Bossas e Boleros — 2003

Концертные альбомы
- De Bolero em Bolero: Ao Vivo — 2005
- Palavra de Mulher — 2015